# Barone Stafford
Barone Stafford è un titolo nobiliare creato diverse volte nella storia del Regno d'Inghilterra. Nel XIV secolo i baroni della prima creazione vennero elevati a conti.
William Howard, fatto primo barone della quinta creazione, divenne anche visconte di Stafford, perdendo poi il titolo nel 1680.

## Storia
La prima creazione venne fatta nel 1299 per Edmond de Stafford, I barone Stafford. Il suo successore, il secondo barone, venne fatto conte e il sesto conte divenne duca di Buckingham.
Il secondo duca di Buckingham venne giustiziato per tradimento e i suoi titoli furono dichiarati decaduti. Suo figlio fu restaurato come terzo duca ma finì anch'egli giustiziato con conseguente perdita dei titoli da parte della famiglia.
Una seconda creazione avvenne per Richard Stafford, che fu creato barone Stafford di Clifton. Alla morte del quarto barone il titolo venne sospeso.
La creazione successiva avvenne per Sir Hugh Stafford, figlio di Hugh de Stafford, II conte di Stafford nel 1411; egli aveva sposato Elizabeth Bouchier che ereditò la baronia di Bouchier. Hugh prese posto in parlamento al posto della moglie come Barone Stafford. Alla sua morte il titolo si estinse per mancanza di eredi.
La quarta creazione avvenne nel 1547 per Henry Stafford. Nel 1558 il suo titolo venne riconosciuto come acquisito dalla famiglia fin dal 1299 così che venne considerato di fatto il decimo barone.
L'ultima creazione avvenne nel 1640 a favore di William Howard, figlio minore di Thomas Howard, XXI conte di Arundel e nipote di Thomas Howard, IV duca di Norfolk. Egli sposò Mary Stafford, unica sorella di Henry Stafford, V barone de Stafford.
Il 12 settembre 1640 William Howard fu creato Barone Stafford, con rimando, in mancanza di eredi maschi della linea principale, agli eredi di sua moglie Mary. Lo stesso giorno Mary venne creata baronessa Stafford. Due mesi dopo, l'11 novembre, William Howard fu creato visconte Stafford, titolo da tramandare ai discendenti maschi.
Lord Stafford più tardi venne implicato nel falso complotto ordito dalla chiesa cattolica per eliminare Carlo II d'Inghilterra (fu un'invenzione di Titus Oates). Egli nel 1678 perse i titoli che vennero dichiarati estinti. Nel 1680 venne inoltre incriminato dalla camera dei Comuni e giustiziato.
Dopo l'accessione del cattolico Giacomo II, la baronessa Mary fu creata contessa Stafford a vita nel 1688. Lo stesso giorno suo figlio maggiore Henry Stafford-Howard fu creato conte di Stafford senza però poter ereditare la baronia o il viscontado di Stafford in quanto titoli sottoposti a sequestro.
Henry passò il titolo ai suoi discendenti fino al 1762 quando il quarto conte morì senza eredi e si estinse. La nipote dell'ultimo conte però, Anastasia, reclamò la baronia divenendo de jure la sesta baronessa Stafford. Ella morì nel 1807 senza figli lasciando il titolo al cugino Sir William Jerningham, VI baronetto di Cossey.
Jerningham morì nel 1809 e suo figlio Sir George William Jerningham, VII baronetto, richiese alla Camera dei Lord di ottenere i titoli posti sotto sequestro. La richiesta venne accolta favorevolmente il 6 luglio 1825 e Jerningham poté sedere quello stesso anno al parlamento col titolo di ottavo barone Stafford. Nel 1826 assunse la licenza reale di aggiungere al proprio cognome e stemma quello di Stafford. Quando morì il titolo venne ereditato dai suoi discendenti. Alla morte dell'undicesimo barone nel 1913 i titoli di baronetto e barone si separarono: l primo passò a Sir Henry William Stafford Jerningham, XI baronetto; il secondo, che poteva essere ereditato per via femminile, passò a Francis Edward Fitzherbert, XII barone. Egli era figlio di Emily Charlotte, sorella del decimo ed undicesimo barone. Nel 1913 assunse il permesso reale di aggiungere cognome e stemma di Stafford. Il titolo venne trasmesso agli eredi fino all'attuale barone Stafford, Francis Melfort William Fitzherbert.

## Baroni Stafford, prima creazione (1299)
- Edmund de Stafford, I barone Stafford (?-1308)
- Ralph Stafford, I conte di Stafford (1301–1372)
- Hugh de Stafford, II conte di Stafford (c. 1342–1386)
- Thomas Stafford, IV barone Stafford (c. 1368–1392)
- William Stafford, V barone Stafford (1375–1395)
- Edmund Stafford, VI barone Stafford (1378–1403)
- Humphrey Stafford, I duca di Buckingham (1402–1460)
- Henry Stafford, II duca di Buckingham (1455–1483)
- Edward Stafford, III duca di Buckingham (1477–1521)

## Baroni Stafford di Clifton, seconda creazione (1371)
Una seconda baronia di Stafford fu creata l'8 gennaio 1371 per Richard Stafford (?-1380), figlio minore di Edmund de Stafford, I barone Stafford. Richard combatté nelle guerre francesi di Edoardo III d'Inghilterra e fu anche nominato siniscalco di Guascogna. Suo figlio, chiamato anch'egli Richard, sedette in parlamento per volere di Edoardo III e fu nominato primo barone Stafford di Clifton. La baronia passò poi attraverso:
- Edmund Stafford, II barone Stafford di Clifton (?-1419), figlio di Richard. Edmund fu anche Vescovo di Exeter e Lord del sigillo privato dal 1396 al 1399 e ancora dal 1401 al 1403.
- Thomas Stafford, III barone Stafford di Clifton (?-1425), un secondo figlio di Richard.
- Thomas Stafford, IV barone Stafford di Clifton (?-1445). Morì senza figli lasciando il titolo vacante. Sua erede fu la sorella Katherine Stafford, sposata con Sir John Arden. Loro figlia Maud Arden sposò Thomas Stanley e la baronia appartiene ancora a questa linea.

## Baroni Stafford, terza creazione (1411)
- Hugh Stafford, I barone Stafford (?-1420). La baronia si estinse con la sua morte.

## Baroni Stafford, quarta creazione (1547)
- Henry Stafford, I barone Stafford (1501–1563)
- Henry Stafford, II barone Stafford (?-1566)
- Edward Stafford, III barone Stafford (1536–1603)
- Edward Stafford, IV barone Stafford (1572–1625)
- Henry Stafford, V barone Stafford (1621–1637)
- Roger Stafford, VI barone Stafford (c. 1573–1640)

## Baroni Stafford, quinta creazione (1640) e visconte Stafford (1640)
- William Howard, I visconte Stafford, I barone Stafford (1614–1680)
- Mary Howard (1619–1694), baronessa Stafford, sorella di Henry Stafford, V barone Stafford e moglie del primo Visconte

## Conti di Stafford (1688)
- Mary Howard, contessa di Stafford
- Henry Stafford Howard, I conte di Stafford (c. 1648–1719), de jure Barone Stafford.
- William Stafford-Howard, II conte di Stafford (c. 1690–1734), de jure Barone Stafford.
- William Matthias Stafford-Howard, III conte di Stafford (1718–1751), de jure Baron Stafford.
- John Paul Stafford-Howard, IV conte di Stafford (1700–1762), de jure Barone Stafford.

## BaronI Stafford (1640)
- Anastasia Stafford-Howard (1722–1807), assunse il titolo di baronessa Stafford con la morte di suo zio John.
- George William Stafford-Jerningham, VIII barone Stafford (1771–1851).
- Henry Valentine Stafford-Jerningham, IX barone Stafford (1802–1884)
- Augustus Frederick FitzHerbert Stafford-Jerningham, X barone Stafford (1830–1892)
- FitzHerbert Edward Stafford-Jerningham, XI barone Stafford (1833–1913)
- Francis Edward Fitzherbert-Stafford, XII barone Stafford (1859–1932)
- Edward Stafford Fitzherbert, XIII barone Stafford (1864–1941)
- Basil Francis Nicholas Fitzherbert, XIV barone Stafford (1926–1986)
- Francis Melfort William Fitzherbert, XV barone Stafford (nato nel 1954)